# Diabrotica sesquilineata
Diabrotica sesquilineata es una especie de insecto coleóptero de la familia Chrysomelidae.
Fue descrita científicamente en 1847 por Erichson.